# ITA Men’s All-American Championships
Die ITA Men’s All-American Championships sind ein jährliches stattfindendes, nationales Herrenturnier im Bereich des US-amerikanischen College Tennis. Die Entsprechung im Damentennis sind die ITA Women’s All-American Championships. Beide Turniere werden getrennt voneinander ausgetragen.

## Turnierbeschreibung
Das Turnier wird von der Intercollegiate Tennis Association (ITA) organisiert und findet stets im September oder Oktober eines Jahres im Freien statt. Es ist damit das erste Major-Turnier in einer Saison. Austragungsort des Events ist aktuell die Stadt Tulsa in Oklahoma. Die dort ansässige University of Tulsa fungiert als Gastgeber; Schauplatz ist das Case Tennis Center.

## Geschichte
Die erste Austragung ging im Jahr 1979 über die Bühne, als Scott McCain die Einzelkonkurrenz gewann. Im Jahr 1985 wurde eine Doppelkonkurrenz eingeführt, deren erste Auflage von Luke Jensen und Jorge Lozano gewonnen wurde.

## Modus
Das Hauptfeld der Einzelkonkurrenz besteht aus 64 Spielern, darunter 16 Qualifikanten, die in insgesamt sieben Runden ermittelt werden. Es gibt zwei Qualifikationsphasen, das Pre-Qualifying (vier Runden) und das Qualifying (drei Runden). Für Spieler, die in der ersten Runde des Hauptfelds ausscheiden, wird eine Nebenrunde (Consolation) veranstaltet, in der ein weiterer Titel vergeben wird.
Das Hauptfeld der Doppelkonkurrenz besteht nur aus 32 Spielern und es gibt auch nur eine Qualifikationsphase mit drei Runden. Ermittelt werden acht Qualifikanten. Wie im Einzel gibt es auch hier eine Nebenrunde.